# Distrito de Lakhisarai
Lakhisarai (en bihari; लखीसराय जिला) es un distrito de India en el estado de Bihar. Código ISO: IN.BR.LA.
Comprende una superficie de 1 229 km².
El centro administrativo es la ciudad de Lakhisarai.

## Demografía
Según censo 2011 contaba con una población total de 1 000 717 habitantes.